# Eugen Onegin (opera)

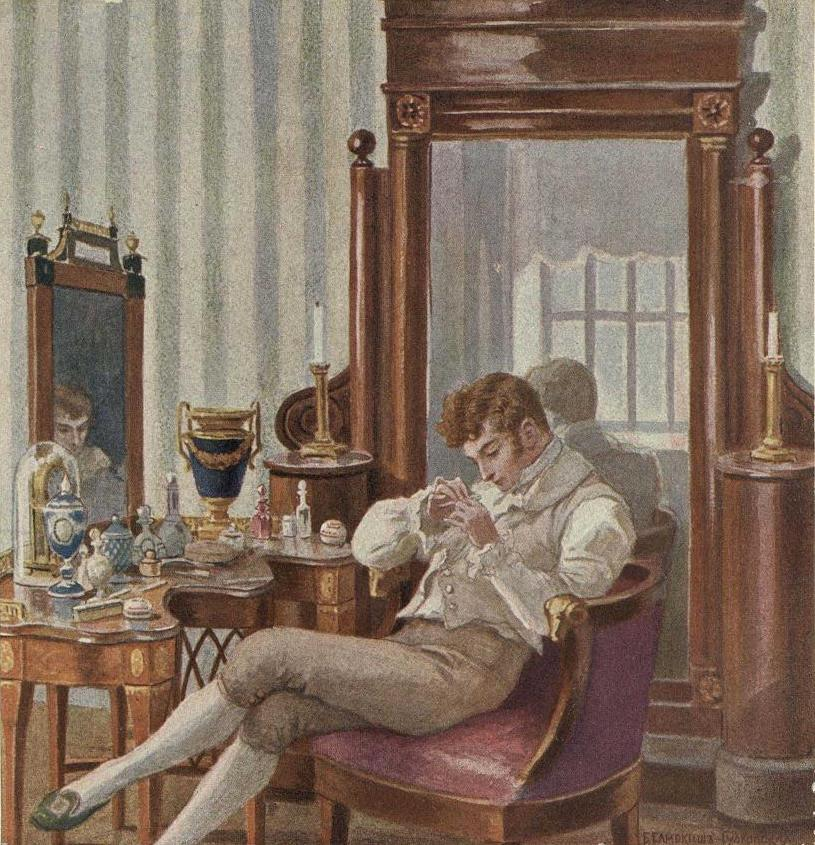
Eugen Onegin avbildad 1908 av Elena Petrovna Samokisj-Sudkovskaja.

Eugen Onegin, Op. 24, (ryska: Евгéний Онéгин, Jevgénij Onégin) är en rysk opera ("lyriska scener") i tre akter (sju scener), tonsatt av Pjotr Tjajkovskij. Libretto är av Konstantin Sjilovskij (1849–1893), kompositören och dennes bror Modest efter Pusjkins versroman Eugen Onegin.

## Historia
Förslaget att komponera en opera baserad på Pusjkins roman kom från operasångerskan Elizaveta Lavrovskaja i maj 1877. Först ansåg Tjajkovskij att handlingen var tämligen banal, men han insåg snart dess meriter och skapade snabbt scenerierna för att kunna börja komponera. Han använde verser direkt ur romanen och valde ut känslosamma scener, därav undertiteln: "lyriska scener". Operan är episodisk och har ingen sammanhållen berättelse, utan förmedlar glimtar ur Eugen Onegins liv. Detta kunde Tjajkovskij tillåta sig, eftersom han visste att publiken väl kände till Pusjkins roman och kunde fylla i tomrummen. Operan påbörjades i Ryssland och avslutades vid badorten San Remo vid Medelhavet 1878. Våren 1878 bodde Tjajkovskij ensam på fru von Mecks gods, Brilov, och en afton spelade han i sin ensamhet igenom operan. Han har senare berättat:
"Tonsättaren var den ende åhöraren. Jag skäms över att erkänna att åhöraren var rörd till tårar och att han gav tonsättaren tusen komplimanger."

### Tragiskt mellanspel

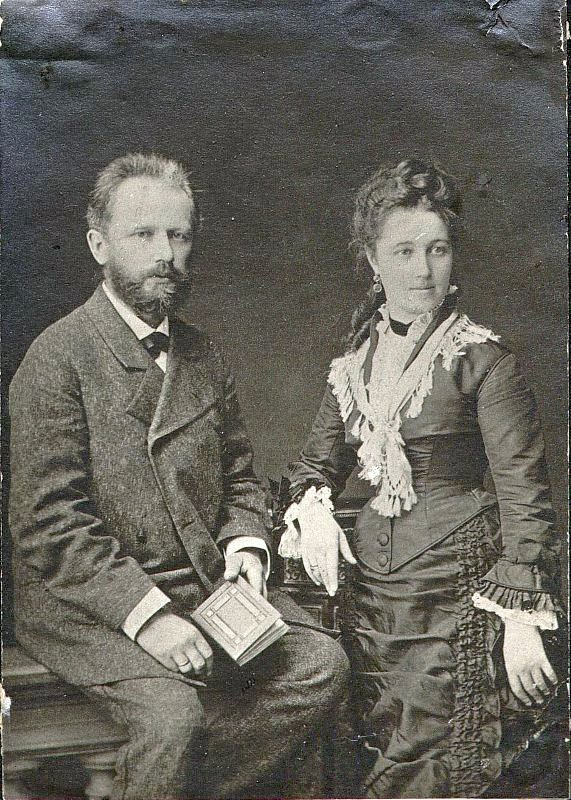
Tjajkovskij och hustrun Antonina Miljukova.

Under arbetet med operan erhöll Tjajkovskij ett kärleksbrev från en tidigare elev, Antonina Miljukova (som han inte ens minns att han har träffat). "Brevscenen" i operan var redan tonsatt. Tjajkovskij var inte bara förälskad i sin Tatjana, utan identifierade sig också med henne. I det här läget fick han ett nytt kärleksbrev från Miljukova. Eftersom han inte vill spela Onegins roll (Onegins inställning var främmande för honom), friade han till den olyckliga unga kvinnan. I ett brev till brodern Modest säger han sig göra det för sin familj: även om de känner till hans homosexuella läggning, älskar och förlåter honom, så vill han inte orsaka dem mer lidande. Han verkar vilja täppa till allt skvaller om sitt privatliv genom att gifta sig. Det blev ett kortvarigt och för båda olyckligt äktenskap. I ett annat brev skriver Tjajkovskij att han aldrig hade förespeglat sin hustru någon annan kärlek än som bror och att Antonina har blivit för honom i fysisk hänseende absolut avskyvärd. Efter smekmånaden försökte han eventuellt begå självmord men han klandrade eller anklagade aldrig Miljukova för äktenskapets upplösning. Efter denna händelse tycks han ha gett upp alla planer på att skylta med ett heterosocialt liv. Till brodern Anatolij skriver han:
"Jag har slutligen börjar förstå att inget är mer fruktlöst än att inte vilja vara det jag är av naturen."

## Premiär
Tjajkovskij kunde inte tänka sig Pusjkins dikt om ungdom och kärlek framförd av äldre, korpulenta sångare. Han skickade därför verket till Moskvakonservatoriet, för att eleverna där skulle uppföra det. 
Urpremiären ägde rum den 29 mars 1879 med Nikolaj Rubinstein som dirigent. Tjajkovskij var själv tillfreds med föreställningen, men varken publik eller kritik visade någon större förståelse eller intresse. Orsaken härtill var dels att de uppträdande var amatörer, dels att man inte var van vid att en operahandling försiggick i samtidens Ryssland med "moderna" dräkter. De flesta tyckte dessutom att Tjajkovskijs behandling av Pusjkins dikt var "otillbörlig", och att handlingen var stillastående och tråkig. Inte heller musiken förmådde gripa samtidens publik, och det dröjde länge innan denna psykologiskt nyanserade opera blev värdesatt efter sina förtjänster.
Två år senare sattes operan upp på Bolsjojteatern den 23 januari 1881. Den fick ett ljumt mottagande utanför Ryssland, där den betraktas som en rysk kuriositet. Första uppsättningen utanför Ryssland var i Prag 1888, dirigerad av kompositören själv, och därefter i Hamburg 1892, dirigerad av Gustav Mahler med kompositören närvarande.
Den svenska premiären ägde rum på Stockholmsoperan den 12 oktober 1903 med en version översatt av Ernst Wallmark och den iscensattes åter med premiär den 9 november 1943 och den 16 februari 1963 i en nyöversättning av Ralf Parland.
Den sattes upp på Göteborgsoperan med premiär den 29 mars 2008.

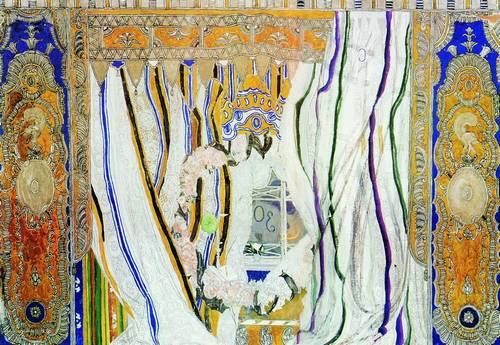
Dekor av A. Golovin från 1925.

## Personer
- Larina, godsägarinna (mezzosopran)
- Tatjana, hennes dotter (sopran)
- Olga, hennes dotter (alt)
- Filipjevna, Tatjanas amma och gammal trotjänarinna (mezzosopran)
- Vladimir Lenskij, en ung adelsman och poet, Olgas fästman (tenor)
- Eugen Onegin, adelsman och Lenskis vän (baryton)
- Saretzkij, Lenskis vän (basbaryton)
- Furst Gremin (bas)
- Monsieur Triquet, fransman och språklärare (tenor)
- Officerare, adelsmän, damer och bondfolk (kör och balett)

## Handling
Akt I
Det är skördetid på fru Larinas gods. Skördefolket återvänder från fälten och fru Larinas döttrar Olga och Tatjana deltar i festen. Olgas fästman, poeten Lenskij, kommer på besök i sällskap med sin vän Eugen Onegin, och medan Olga och Lenskij sjunger om sin kärlek till varandra förälskar sig Tatjana i den blaserade Onegin. På kvällen kan hon inte somna utan skriver ett brev till honom (Tatjanas brevscen) där hon öppet tillstår sina känslor för honom och ber om ett möte. Onegin kommer men är kall och avvisande. Han är rörd över hennes kärlek men passar inte för äktenskapet, säger han. Han ber henne att glömma honom.
Akt II
Onegin har motvilligt accepterat en inbjudan till bal hos fru Larina. (Mellanspel och vals) Han dansar med Tatjana, men då han hör att det pratas om dem bjuder han istället upp Olga och börjar kurtisera henne. Lenskij blir svartsjuk, och när Olga vill straffa honom genom att gå med på Onegins förslag att de skall dansa kotiljongen tillsammans, utmanar Lenskij sin vän på duell. Duellanterna möts vid flodstranden och Onegin sårar Lenskij dödligt.
Akt III
(Polonäs) Några år senare kommer Onegin till en fest hos furst Gremin, som föreställer honom för sin hustru. Det är Tatjana som har utvecklats från ung, romantisk flicka till mogen kvinna. Plötsligt erkänner Onegin sin gränslösa kärlek till henne och ber henne komma till ett annat rum där de kan vara ostörda. Tatjana älskar honom fortfarande men vill inte svika fursten. Onegins lidelsefulla böner är fåfänga. Tatjana lämnar honom ensam med sin förtvivlan.

## Eugen Onegin på Metropolitanoperan i oktober 2013

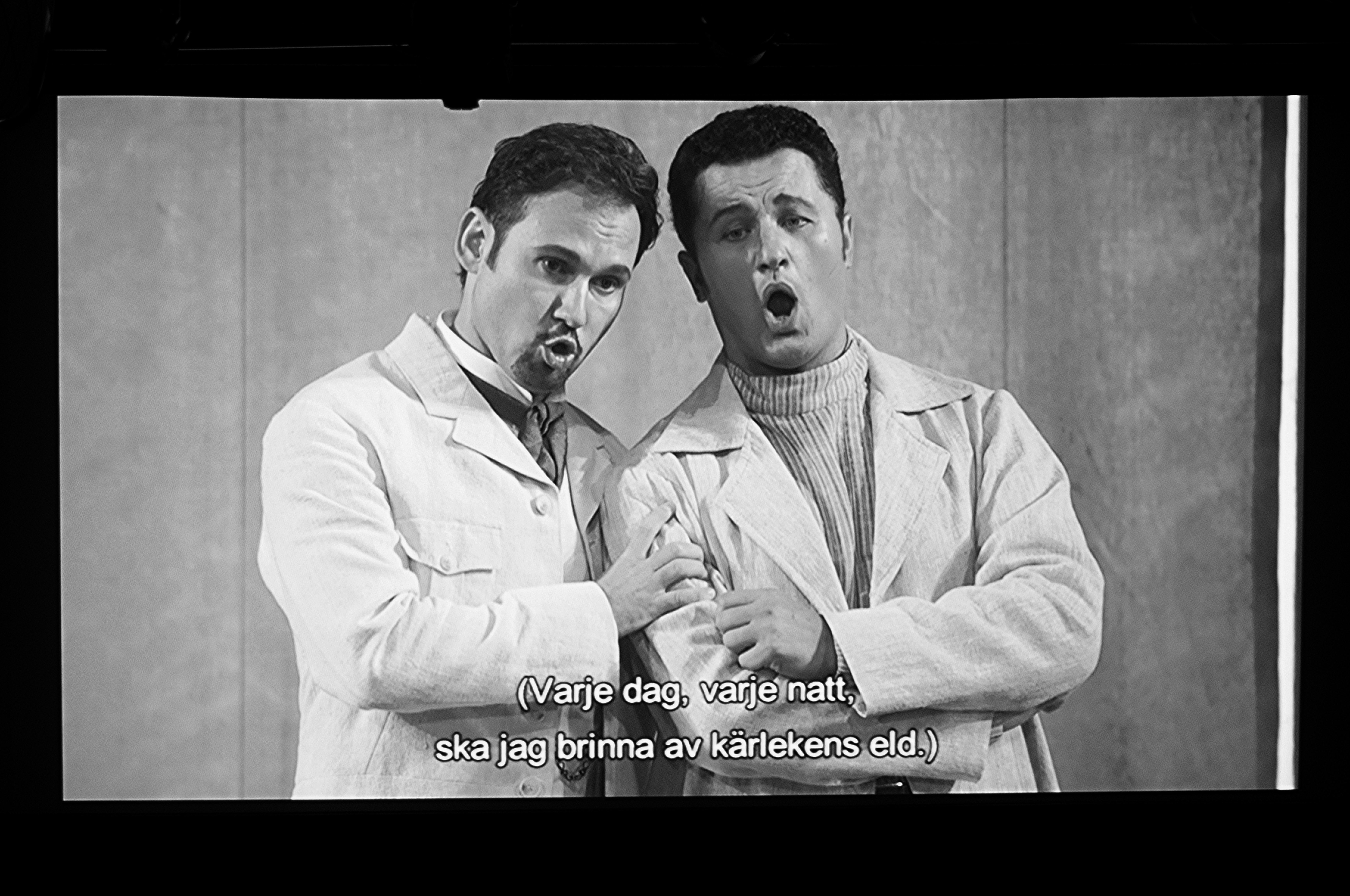
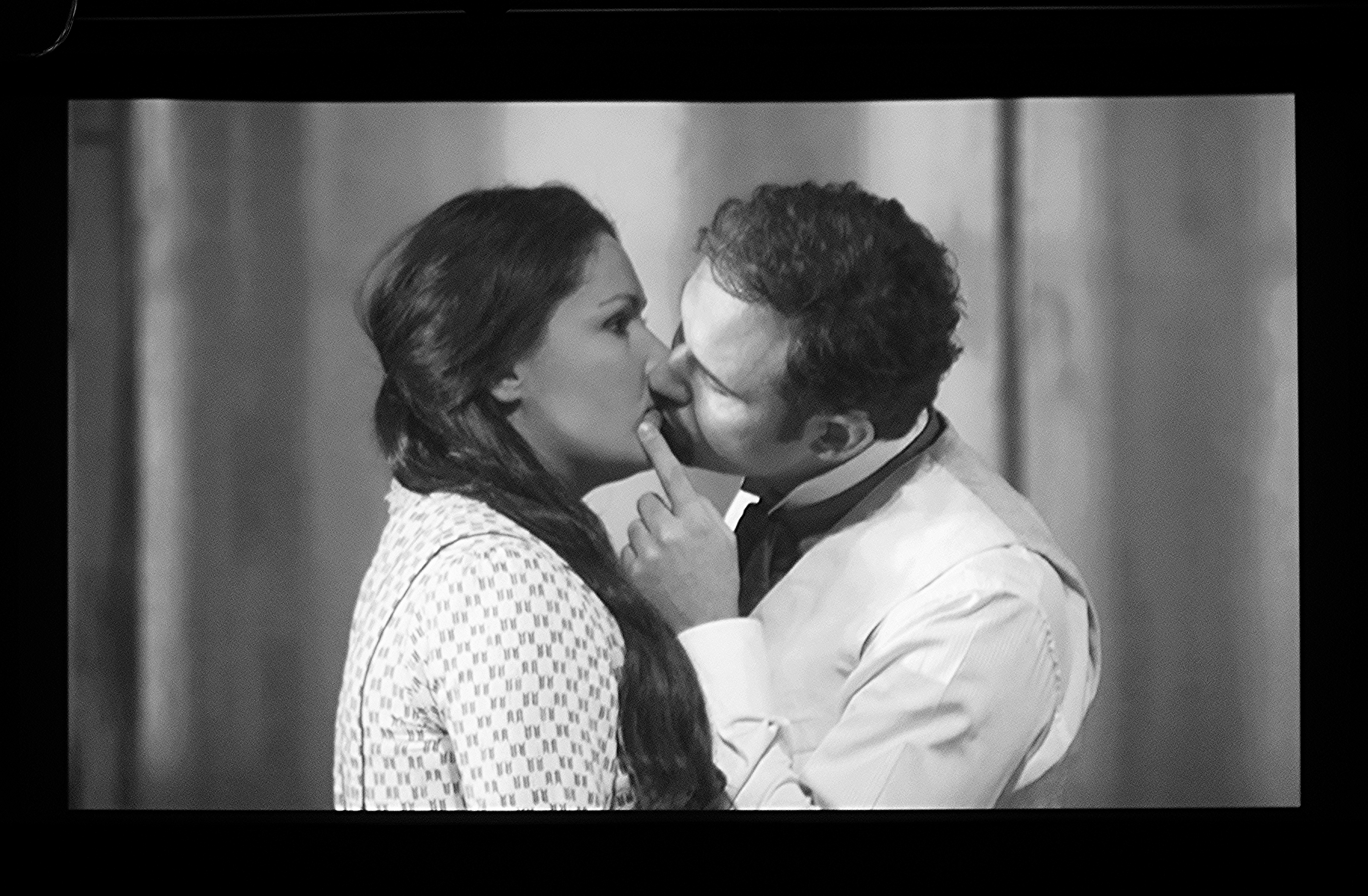
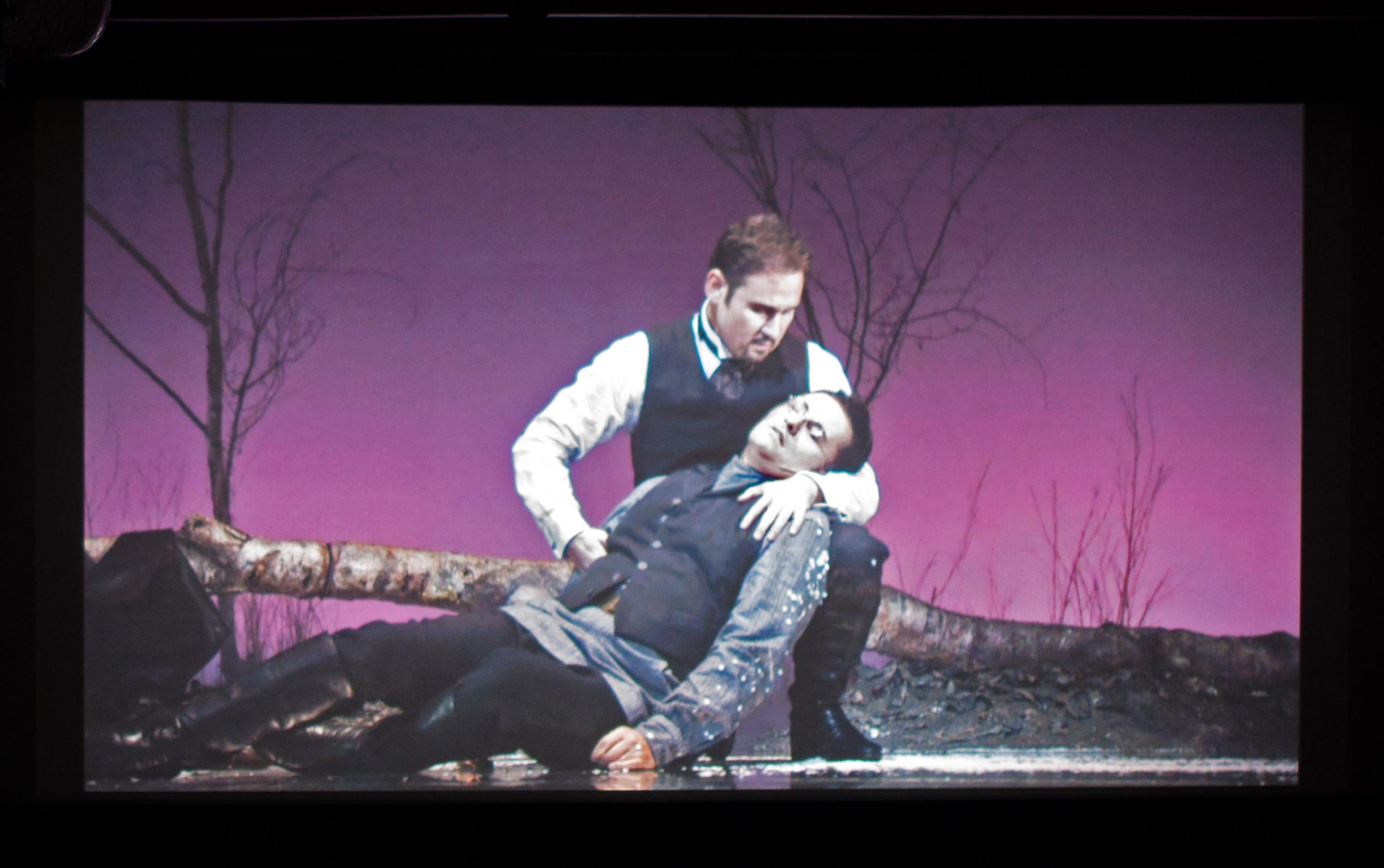

## Kända nummer
- Akt 1. Tatjanas aria, Brevscenen.
- Akt 2. Mellanspel och vals (orkester), Lenskijs aria (Varthän, varthän, varthän har nu försvunnit min ungdoms tid, dess gyllne dar?);
- Akt 3. Polonäs (orkester), Furst Gremins aria (Envar på jorden kärlek känner).

## Diskografi (urval)
- Eugen Onegin. Bernd Weikl, Stuart Burrows, Julia Hamari, Nicolai Ghiaurov, Teresa Kubiak. Orchestra of the Royal Opera House Covent Garden. Georg Solti, dirigent. Decca (ADD) 417 413-2. 2CD.[5]